# マレイン酸イソメラーゼ
マレイン酸イソメラーゼ(Maleate isomerase、EC 5.2.1.1)は、以下の化学反応を触媒する酵素である。
マレイン酸 {\displaystyle \rightleftharpoons } フマル酸
従って、この酵素の基質はマレイン酸のみ、生成物はフマル酸のみである。
この酵素は、異性化酵素、特にシス‐トランスイソメラーゼに分類される。系統名は、マレイン酸シス‐トランスイソメラーゼ(maleate cis-trans-isomerase)である。この酵素は、酪酸の代謝及びニコチン酸やニコチンアミドの代謝に関与している。